# Ilija
Ilija je moško osebno ime, tudi priimek.

## Izvor imena
Ime Ilija je različica moškega osebnega imena Elija.

## Pogostost imena
Po podatkih Statističnega urada Republike Slovenije je bilo na dan 31. decembra 2007 v Sloveniji število moških oseb z imenom Ilija: 624. Med vsemi moškimi imeni pa je ime Ilija po pogostosti uporabe uvrščeno na 213. mesto.

## Osebni praznik
V koledarju je ime Ilija skupaj z imenom Elija; god praznuje 20. julija.